# Lebronnecia
Lebronnecia es un género botánico monotípico de plantas con flores perteneciente a la familia  Malvaceae. Su única especie: Lebronnecia kokioides Fosberg & Sachet, es originaria de la Polinesia Francesa y Hawái, donde solo unos existen unos pocos cientos de ejemplares. Fue descrito por Francis Raymond Fosberg y publicado en Adansonia: recueil périodique d'observations botanique, n.s. 6: 509, en el año 1966.

## Descripción
Es un árbol pequeño que en un tiempo se pensó que se reducía a un solo individuo rodeado de algunas plántulas en Tahuata. Una pequeña colonia que cubre unas pocas hectáreas ha sido encontrada en Mohotane, una reserva natural. A pesar de que las ovejas salvajes están presentes en la isla, parece que encuentran la planta de sabor desagradable.